# Donny Hathaway
Donny Hathaway (Chicago, 1 de outubro de 1945 - Nova Iorque, 13 de janeiro de 1979) foi um cantor e compositor norte-americano de soul., gospel e jazz. Tem como maiores sucessos as músicas "A Song for You", "Jealous Guy", "For All We Know" e "The Closer I Get to You".
Hathaway teve seu primeiro contrato profissional com a gravadora Atlantic Records em 1969, gravando seu primeiro single "The Ghetto, Part I".  No início dos anos 70, era considerado uma nova sensação na soul music. Na sua curta carreira lançou quatro álbuns de estúdio, sendo o primeiro "Everything is everything" em 1970.
No ano de 1973 foi diagnosticado com esquizofrenia paranoica, sofrendo de fases de depressão desde os anos 60. Donny suicidou-se em 1979, perto do seu quarto de hotel, no Essex House Hotel em Nova York.
Gravou com Roberta Flack a música "The Closer I Get to You e as ótimas "You Are My Heaven" e "Back Together Again".
Considerado um dos grandes nomes da soul music americana, foi homenageado com álbuns especiais após seu falecimento, sendo influência artística e musical para as novas gerações.

## Discografia

### Álbuns
- Everything Is Everything (1970)
- Donny Hathaway (1971)
- Extension of a Man (1973)

### Álbuns ao Vivo
- Live (1972)
- In Performance (1980)
- These Songs for You, Live! (2004)
- Live at the Bitter End, 1971 (2014)

### com Roberta Flack
- Roberta Flack & Donny Hathaway (1972)
- Roberta Flack Featuring Donny Hathaway (1980)

### Trilha sonora
- Come Back Charleston Blue (1972)

### Àlbuns de Compilação
- The Most Beautiful Songs of Roberta Flack and Donny Hathaway (1972)
- The Best of Donny Hathaway (1978)
- A Donny Hathaway Collection (1990)
- Free Soul: The Classic of Donny Hathaway (2000)
- Someday We'll All Be Free (2010)
- Original Album Series (2010)
- Flashback with Donny Hathaway (2011)
- Never My Love: The Anthology (2013)